# U-God

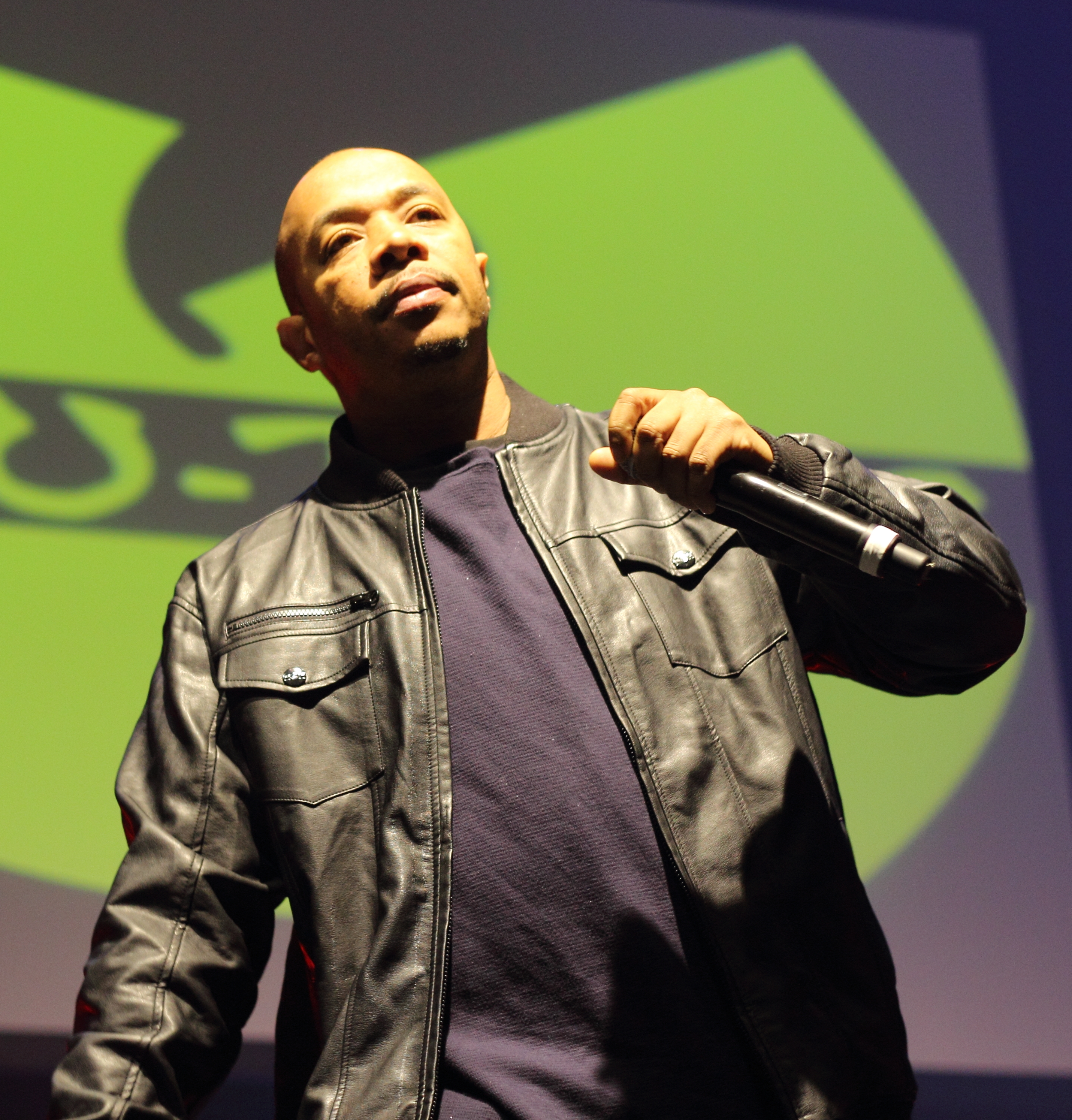
U-God in Paris (2013)

U-God (* 11. Oktober 1970 in Brooklyn, New York; bürgerlich Lamont Jody Hawkins) ist ein MC und Mitglied des Wu-Tang Clans.
U-God gehörte während der Anfangszeiten des Clans zu den wenig öffentlichkeitswirksamen Mitgliedern, konnte in späteren Veröffentlichungen jedoch sein Profil erhöhen und ist in den letzten Jahren vor allem durch spektakuläre Auseinandersetzungen mit Wu-Tang-Clanleader RZA bekannt geworden. Sein erstes Soloalbum Golden Arms Redemption veröffentlichte er 1999.

## Leben

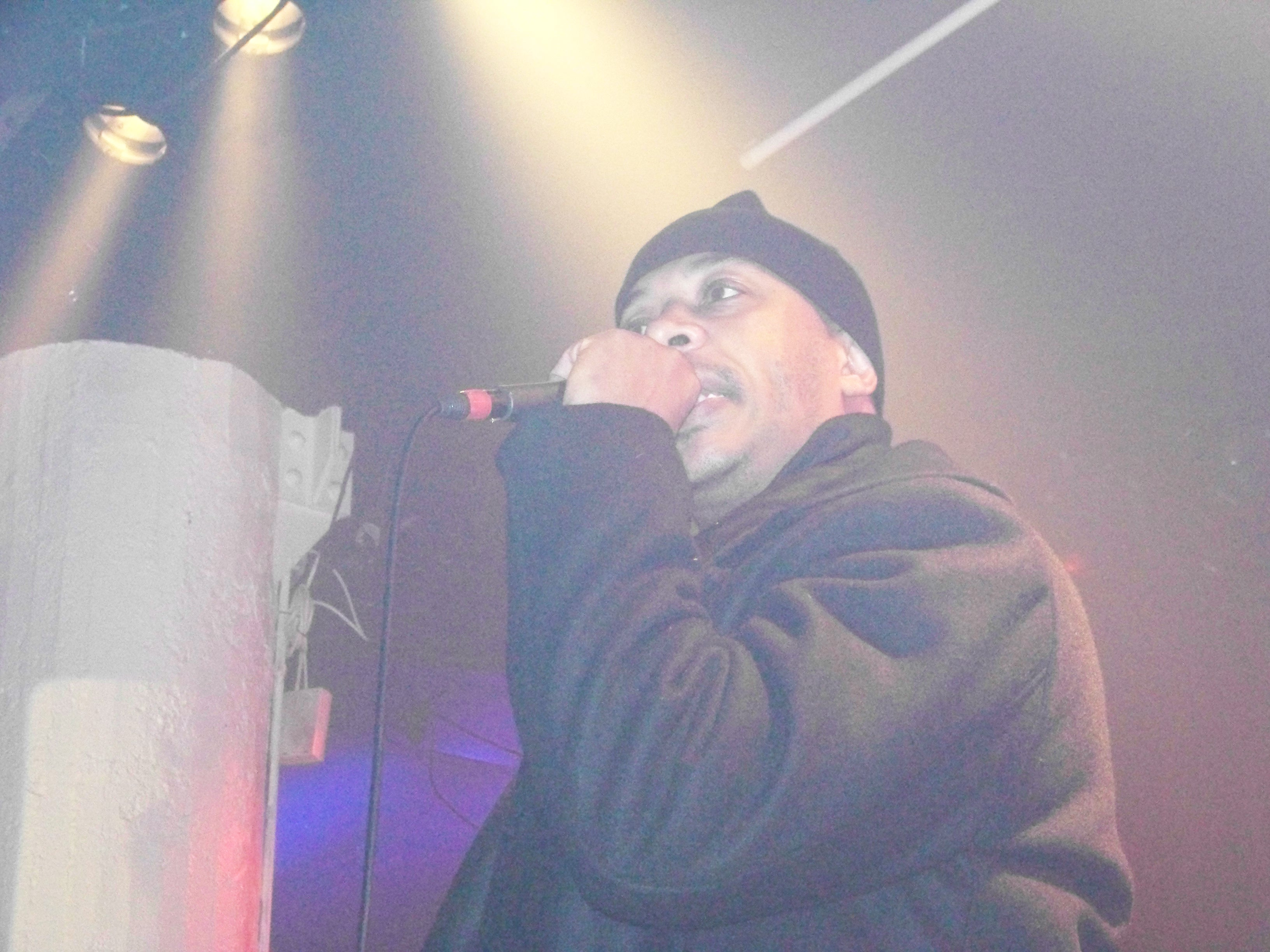
U-God (2007)

Während der Produktion zum ersten Wu-Tang-Album Enter the Wu-Tang (36 Chambers) befand er sich wegen unerlaubten Drogen- und Waffenbesitzes im Gefängnis. Auf dem Album hat er deshalb kaum Auftritte: einen kurzen Überbrückungspart auf der ersten Single Protect Ya Neck und die Eröffnungsrhymes auf Da Mystery of Chessboxin’. Nach seiner Haftentlassung beteiligte er sich an den Soloveröffentlichungen anderer Mitglieder. Seine Raps finden sich auf diversen Klassikern der Gruppe, wie Winter Warz, Knuckleheadz und Black Jesus wieder. Auf dem zweiten Album des Wu-Tang-Clans Wu-Tang Forever spielte er eine wesentlich wichtigere Rolle; unter anderem war er einer von nur drei Rappern, die auf dem Album einen Solotrack bekamen. Ungefähr zur selben Zeit wurde sein Sohn aus Versehen angeschossen und verwundet, als Reaktion darauf entstand der Track A Better Tomorrow.
Er war das achte der neun Wu-Tang-Mitglieder, der ein Soloalbum veröffentlichte: Golden Arms Redemption zeigt eine große musikalische Bandbreite von Blaxploitation-Funk bis hin zu Streichersektionen. Auf dem Album hatte die damals übliche Zahl von Clan-Mitgliedern und -Freunden Gastauftritte.
2004 begannen seine öffentlichen Streitigkeiten mit dem Wu-Tang-Clan. Er begann eine in der Öffentlichkeit geführte Auseinandersetzung mit RZA über Tantiemen, die dieser ihm vorenthalten haben soll. In dieser Zeit produzierte er unabhängig vom Clan unter dem Alias Ugodz-illa die LP Ugodz-illa presents the Hillside Scrambler. Die Auseinandersetzung mit RZA kulminierte in einem emotional geführten Telefongespräch, das über eine Radio-Livesendung lief. Das Gespräch führte im Nachhinein aber zu einer vorläufigen Aussöhnung: Bei der Tour durch Europa und Nordamerika im Sommer 2004 stand U-God wieder mit auf der Bühne.
Kurz nach seinem zweiten Solo-Album innerhalb des Clans, Mr. Xcitement (2005), nahm er den Konflikt wieder auf. In einem Interview machte er RZA persönlich dafür verantwortlich, dass U-God nicht so bekannt wäre wie andere Clanmitglieder und beschwerte sich über die schlechte Behandlung, die er innerhalb des Clans aufgrund seiner helleren Hautfarbe erhalten hätte. Für die Februar-Tour 2006 stand er aber wieder auf dem Programm und auf dem nachfolgenden Album des Wu Tang Clan – 8 Diagrams (2007) – war er an sechs der sechzehn Stücke beteiligt.
Auch das Nachfolgealbum U-Gods – Dopium (2009) – enthielt Kollaborationen mit Mitgliedern des Wu Tang Clan sowie aus deren Umfeld und das vierte Studioalbum The Keynote Speaker (2013) wurde dann sogar von RZA produziert und bei RZAs Label Soul Temple Records veröffentlicht.

## Aliasse
- 4-Bar Killer
- Baby U
- Universal God of Law
- Four-Bar Killer
- Golden Arms
- Lucky Hands
- UGodz-Illa
- Golden Shark
- Troublemaker

## Diskografie

### Alben
- Golden Arms Redemption (1999)
- U-GODZILLA presents the Hillside Scramblers (2004)
- Mr. Xcitement (2005)
- Dopium (2009)
- The Keynote Speaker (2013)
- Venom (2018)

### Singles und EPs
- Dat’s Gangsta, 1999
- Bizarre, 1999
- Supa Nigga EP, 2002 (EP)
- Bump, 2005
- Wu-Tang, 2009